# Yuta Watanabe

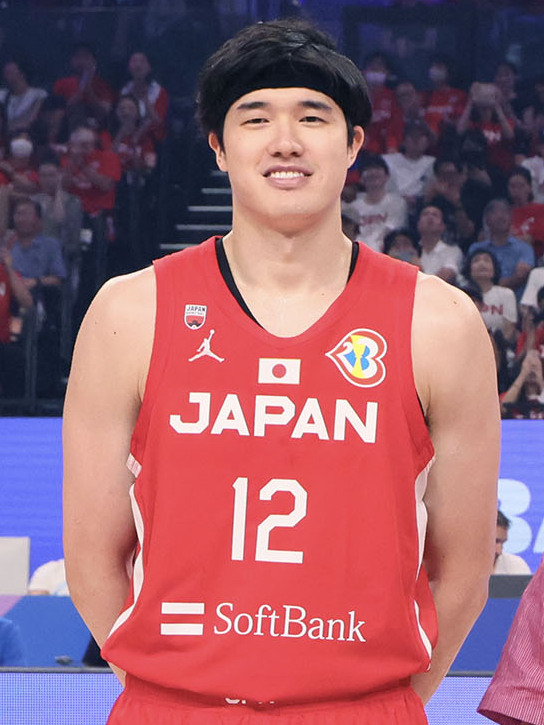
Yuta Watanabe, 2023.

Yuta Watanabe, japanska: 渡邊 雄太; Watanabe Yūta, född 13 oktober 1994 i Yokohama, är en japansk professionell basketspelare (SF/SG) som spelar för Memphis Grizzlies i National Basketball Association (NBA). Han har tidigare spelat för Toronto Raptors, Brooklyn Nets och Phoenix Suns.
Watanabe deltog också vid de olympiska sommarspelen 2020 i Tokyo, där han var med och spelade för det japanska basketlandslaget.
Han blev aldrig NBA-draftad.
Innan Watanabe blev proffs studerade han vid George Washington University och spelade för deras idrottsförening George Washington Revolutionaries.